# Taschenfilter

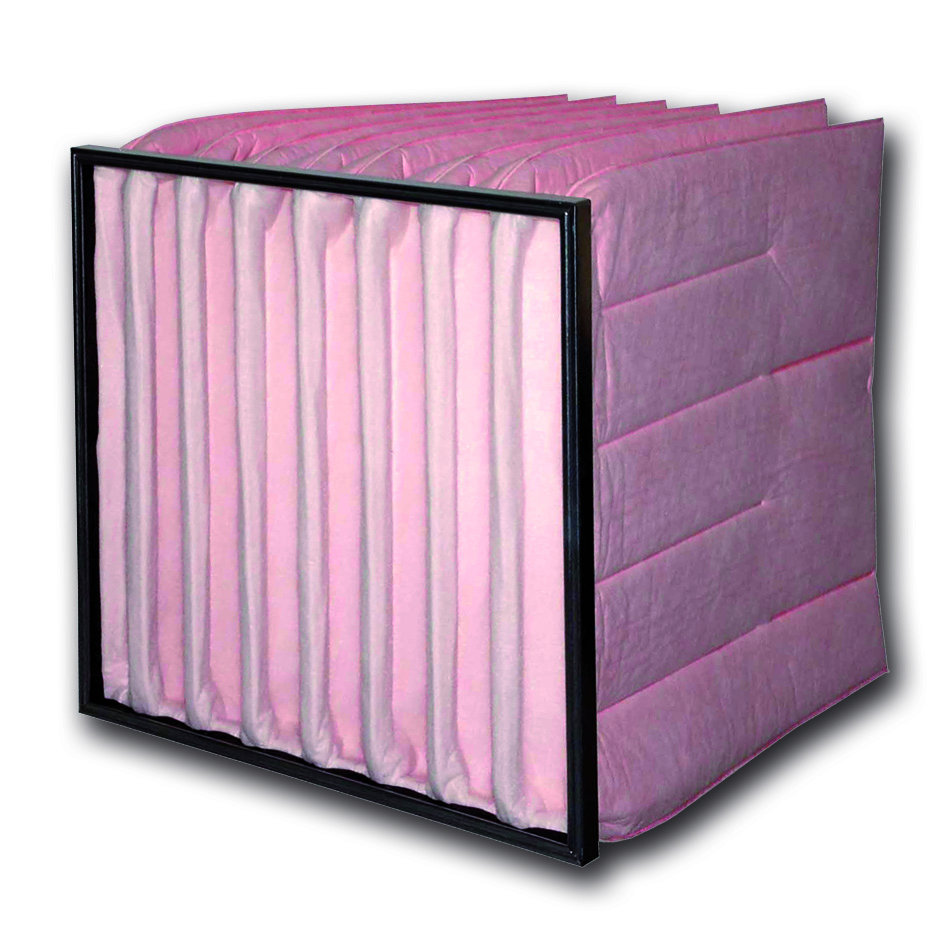
Taschenfilter zur Tiefenfiltration

Ein Taschenfilter oder Beutelfilter ist in der Fluidtechnik ein Filter, bei dem das textile Filtermedium zu Taschen oder Beuteln geformt ist. Das zu reinigende Fluid durchströmt die Tasche von innen nach außen. Taschenfilter werden sowohl als Oberflächenfilter als auch als Tiefenfilter eingesetzt.

## Aufbau und Funktion
Maßgeblich für die Ausführung des Filtermediums ist neben der Trennaufgabe der für die Partikelabscheidungsanlage zur Verfügung stehende Platz, der zur Notwendigkeit unterschiedlich gestalteter Filter führt. Mittels Taschenfilter kann die Filtermedienfläche auf ein Vielfaches der Anstromfläche des Filters erhöht werden (Oberflächenvergrößerung). Grundlage für die Fertigung von Taschenfiltern sind textile Filtermedien, die ein Konfektionär in die gewünschte Form bringt. Die Anfertigung der Taschen kann durch unterschiedliche Verfahren, beispielsweise Nähen oder Schweißen, erfolgen.
In der Oberflächenfiltration werden die einzelnen Filterelemente meist horizontal angeordnet. Schwierigkeiten kann der Ein- und Ausbau größerer Filterelemente bereiten.
Die häufigste Konfektionierungsform von Tiefenfiltern ist die als Taschenfilter.
Taschenfilter zur Tiefenfiltration haben eine besonders hohe Staubspeicherfähigkeit.